# Turismo en Gambia
La actual industria turística en Gambia comenzó cuando un grupo de 300 turistas suecos llegaron en 1965. Este viaje pionero fue organizado por un sueco, llamado Bertil Harding, junto con los operadores turísticos Vingresor. Se consideraba un lugar ideal para escapar de los duros meses de invierno de Escandinavia, donde los europeos disfrutarían no solo del sol, la arena y las playas, sino que también experimentarían la emoción de unas auténticas vacaciones africanas. También ofrecía una nueva oportunidad para unas vacaciones asequibles a un número creciente de viajeros europeos.
El número de visitantes aumentó de 300 turistas en 1965 a 25 000 visitantes en 1976. El número de turistas ha seguido aumentando considerablemente a lo largo de los años y, dado que el gobierno está ansioso por diversificar la economía, reconoció el turismo como una importante fuente potencial de ingresos en divisas. Sin embargo, a pesar de su creciente popularidad como destino turístico, el desarrollo de infraestructuras ha sido lento.

## Áreas y atracciones populares

### Banjul
Banjul es la capital de Gambia y uno de los principales puntos de interés turístico del país. Según el censo de 2003, la ciudad cuenta con 34 828 habitantes, mientras que su área metropolitana —que incluye la Ciudad de Banjul y el Consejo Municipal de Kanifing— alcanza los 357 238 habitantes. Está situada en la isla de Santa María (o isla Banjul), en la desembocadura del río Gambia hacia el océano Atlántico. La isla se comunica con el continente mediante transbordadores hacia el norte y puentes hacia el sur. Sus coordenadas geográficas son 13°28′ N, 16°36′ O.

### Jufureh
Jufureh (también escrito Juffureh o Juffure) es una localidad ubicada aproximadamente a 30 km tierra adentro, en la ribera norte del río Gambia, dentro de la División Ribera Norte. Es reconocida internacionalmente por su vínculo con la novela Raíces: La saga de una familia americana de Alex Haley, que relata la historia de Kunta Kinte. La localidad cuenta con un museo dedicado a esta herencia cultural y se encuentra próxima a la isla James. Una familia que afirma ser descendiente directa de Kunta Kinte aún reside en el pueblo.

### Piscina de cocodrilos de Kachikally

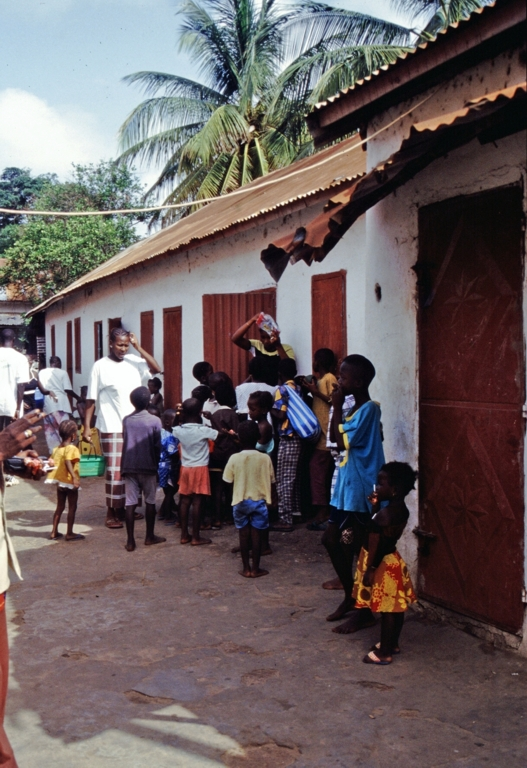
Bakau.

La piscina de cocodrilos de Kachikally está situada en el centro de Bakau, a unos 16 km de Banjul. Es uno de los tres estanques sagrados de cocodrilos utilizados para rituales de fertilidad; los otros dos son Folonko, en Kombo South, y Berending, en la División Ribera Norte. Además de su valor cultural, el lugar funciona como un pequeño parque y centro educativo sobre la fauna local.

### Janjanbureh
Janjanbureh —conocida hasta 1995 como Georgetown— es una localidad fundada en 1732, situada en la isla de Janjanbureh, en el río Gambia, en el este del país. Es la capital de la División Río Central y destaca por su relevancia histórica como centro colonial y actual ubicación de la principal prisión de Gambia. Cerca de allí, a unos 22 km al noroeste de Lamin Koto, se encuentran los círculos de piedra de Wassu, declarados Patrimonio de la Humanidad por la UNESCO, uno de los sitios arqueológicos más visitados del país.

## Estadísticas de visitantes
La mayoría de los visitantes que llegaron a Gambia con fines turísticos provenían de los siguientes países: 
| País           | 2012   |
| -------------- | ------ |
| Reino Unido    | 60 424 |
| Países Bajos   | 19 817 |
| Nigeria        | 8 657  |
| Suecia         | 8 107  |
| Alemania       | 7 076  |
| Bélgica        | 5 802  |
| España         | 4 280  |
| Estados Unidos | 4 058  |
| Irlanda        | 2 084  |
| Francia        | 2 073  |